# Вохджаберд
Вохджаберд (вірм. Ողջաբերդ) — село в марзі Котайк, у центрі Вірменії. Населення займається рослинництвом та тваринництвом. На північній стороні села є мегалітичні пам'ятники 2-го тисячоліття до н.е., у той час як південній стороні руїни купольної церкви IV-V століття.